# 大溝尾
大溝尾，是臺灣彰化縣埔心鄉的一個傳統地域名稱，位於該鄉南部。相較於今日行政區，其範圍大致包括大華村、仁里村。

## 歷史
台灣清治末期至日治初期，大溝尾地區為一街庄，稱為「大溝尾庄」，隸屬於武西堡。該庄北與大埔心庄為鄰，東與太平庄、五汴頭庄為鄰，南邊為關帝廳庄，西邊為同安宅庄、舊館庄。
1901年（日治明治三十四年）11月，全台廢縣廳改設二十廳，該庄隸屬於彰化廳。1903年（明治三十六年）6月，該庄編入「大埔心區」，隸屬於彰化廳。1909年（明治四十二年）10月，合併二十廳為十二廳，大埔心區改隸屬於臺中廳。1920年（大正九年），該庄改制為「大溝尾」大字，隸屬於臺中州員林郡坡心庄。
戰後坡心庄改制為埔心鄉，隸屬於臺中縣，大字亦改制為村。1950年10月，中、彰、投分治，埔心鄉改隸屬彰化縣。

## 聚落
本地區發展較早的聚落為大溝尾，在日治期初期的官方地圖上已有記載。此外，本地區尚有凃厝、吳厝聚落。

## 交通
縣道148號（員鹿路三段、中正路一段）是王功至草屯的道路，大致以西南西—東北東走向轉西微北－東微南走向經過大溝尾地區北部邊界外不遠處。由該道路向西南西轉西北西可前往國道1號員林交流道、溪湖、二林北部、芳苑的王功等地，往東微南可前往埔心市區、員林、芬園、草屯等地。
鄉道彰87線（永坡路三段～一段）是埔心至永靖的道路，大致北微東－南微西走向到達本地區東北部邊界（東溝排水）外緣（右岸），沿本地區東部邊界外緣轉東南再轉南南東蜿蜒而行，最終入境穿越本地區東南端後出境。由該道路向北微東可前往埔心市區並止於縣道148號路口，向南南東可前往永靖市區並止於省道台1線路口。